# Calca (tỉnh)
Tỉnh Calca (tiếng Tây Ban Nha: Provincia de Calca) là một tỉnh thuộc vùng Cusco của Peru. Tỉnh Calca có diện tích 4414 km², dân số thời điểm theo điều tra dân số ngày 11 tháng 7 năm 1993 là 56007 người. Tỉnh lỵ đóng ở Calca.